# Бомбардировки Хельсинки во время Зимней войны
Бомбардировки Хельсинки во время Зимней войны происходили 8 раз: в день начала Зимней войны — 30 ноября 1939 года, а затем 1, 19, 21, 22 и 25 декабря 1939 года, а также 13 и 14 января 1940 года. В них участвовало 70 самолётов, сброшено 350 бомб. Погибло 97 человек: 30 ноября — 91 человек, 14 января — 6 человек, остальные бомбардировки обошлись без жертв.
Всего во время бомбардировок городов Финляндии во время Зимней войны убито 956 человек, ранены серьёзно 540 и легко 1300 человек. Разрушено 256 каменных и около 1800 деревянных зданий.

## 30 ноября 1939 года
В день начала Зимней войны, 30 ноября 1939 года в 9:15 минут была объявлена воздушная тревога и три скоростных бомбардировщика СБ сбросили бомбы на аэропорт Малми, железнодорожную станцию Пасила и пригород Тиккурила.
В 10:25 снова объявлена воздушная тревога. С аэродрома Котлы вылетела группа из 12 скоростных бомбардировщиков СБ эскадрильи 57-го скоростного бомбардировочного авиаполка ВВС Балтийского флота капитана Василия Ивановича Ракова. Силы ПВО Хельсинки сумели сбить один самолёт. Бомбардировщики сбросили бомбы на остров Сантахамина восточнее Хельсинки, не поразив ни одну из целей. 7 февраля 1940 года Раков награждён медалью «Золотая Звезда».
В 13:10 с аэродрома Клопицы вылетела группа из восьми ДБ-3 3-й эскадрильи 1-го минно-торпедного авиаполка ВВС Балтийского флота под командованием капитана Николая Александровича Токарева для атаки финских броненосцев береговой обороны в районе Ханко. В условиях низкой облачности корабли найти не удалось и в 16:50 по московскому времени (14:50 в Хельсинки) эскадрилья вышла на запасную цель — порт и нефтехранилища Хельсинки.
Бомбометание производилось с большой высоты[прояснить], между 15:00 и 16:20 несколько бомб упали в районе между Хиетолахти и автобусной станцией в Камппи, недалеко от здания парламента и Зоологического музея. Пострадало здание Высшей технической школы на площади Хиеталахдентори, здание советского посольства, находившееся на пересечении улиц Булеварди и Альбертинкату, напротив Александровского театра (было полностью разрушено в ходе Второй мировой войны), Церковь Лютера. Налёт эскадрильи Токарева оказался самым разрушительным из всех, которым подверглись Хельсинки. 91 человек был убит.
Налёт произвёл крайне негативное впечатление на мировую общественность, а фотографии разрушенных городских кварталов облетели передовицы газет многих стран мира, уравняв в сознании читателей бомбардировки столицы Финляндии с бомбардировкой Герники. Президент США Рузвельт направил протест послу СССР Константину Уманскому. Нарком иностранных дел СССР Вячеслав Молотов направил контрпротест послу США Лоуренсу Штейнгардту. 2 декабря он был опубликован в «Известиях»:
Советская авиация не бомбила и не собирается бомбить город, но наше правительство уважает интересы финского народа не меньше, чем любое другое правительство. Конечно, из Америки, находящейся более чем за 8 тысяч километров от Финляндии, это не заметно.
Лига Наций 14 декабря исключила СССР из своих членов.
Указом Президиума Верховного Совета СССР от 21 апреля 1940 года, за образцовое выполнение боевых заданий командования майору Токареву присвоено звание Героя Советского Союза. 3-я эскадрилья, которой он командовал, была награждена орденом Красного Знамени.